# Union Farciennoise
Union Farciennoise was een Belgische voetbalclub uit Farciennes. De club was aangesloten bij de KBVB met stamnummer 971. De club speelde in haar korte geschiedenis één seizoen in de nationale reeksen.

## Geschiedenis
Union Farciennoise trad toe tot de KBVB op 6 mei 1927. 
Vijf jaar na de toetreding kon de club al opklimmen tot de bevorderingsreeksen. Het eerste en enige seizoen op dit niveau eindigde de club op een laatste plaats. Nadien zou de club enkel nog aantreden op provinciaal niveau.
Na Wereldoorlog II, meer bepaald op 5 juni 1946, werd het stamnummer van Union Farciennoise geschrapt. De club bestond net geen 20 jaar.

## Resultaten
| Seizoen | Klasse | Klasse | Klasse | Reeks         | Punten | Opmerkingen |
|         | I      | II     | III    |               |        |             |
| ------- | ------ | ------ | ------ | ------------- | ------ | ----------- |
| 1932/33 |        |        | 14     | Bevordering C | 13     |             |

## Varia
De bijnaam van de club was Les Arondes.